# برنارد فلمینگ
برنارد فلمینگ (انگلیسی: Bernard Fleming؛ زادهٔ ۸ ژانویهٔ ۱۹۳۷) بازیکن فوتبال اهل بریتانیا است.
از باشگاه‌هایی که در آن بازی کرده‌است می‌توان به باشگاه فوتبال وینسفورد یونایتد، باشگاه فوتبال وورکینگتون ای. اف. سی، و باشگاه فوتبال گریمزبی تاون اشاره کرد.